# Don McLean
Don McLean (New York, 2 oktober 1945) is een Amerikaanse singer-songwriter, vooral bekend geworden door het nummer American Pie uit 1971.

## Biografie
Don McLean maakte de Iona Preparatory School af in 1963, maar stopte met zijn studie aan de Villanova University na vier maanden. Later ging hij naar de avondschool waar hij een Bachelor graad haalde voor bestuurskunde in 1968.
Met behulp van het New York State Council Of Arts kon McLean als zanger doorbreken bij het grote publiek. Hij leerde de kunst van optreden van zijn mentor Pete Seeger.
In 2021 kreeg McLean een ster op de Hollywood Walk of Fame.

## Muziek

### American Pie
Het bekendste nummer van Don McLean is American Pie. Het nummer gaat waarschijnlijk over de dood van Buddy Holly, Ritchie Valens en The Big Bopper, tijdens een vliegtuigcrash op 3 februari 1959. Dit wordt in het nummer the day the music died genoemd. McLean heeft verklaard dat de teksten ook autobiografisch zijn en dat ze zijn leven van de jaren 50 en 60 weergeven. In dat geval zou het The levy (waarover gezongen wordt) zijn stamkroeg kunnen zijn, vlak bij zijn school in Iona. Met American Pie wordt de verandering die de muziek in die periode onderging gesymboliseerd.
Het nummer blijft onderwerp van discussie als het gaat over de interpretatie van de tekst. Historici, scholieren, professoren van moderne literatuur en fans zoeken naar een diepere betekenis. In interviews zegt Don McLean dat hij geamuseerd is doordat bijna alle interpretaties beginnen met het feit dat hij nooit over het nummer praat, of de betekenis van de tekst vertelt.
Met een lengte van 8:37 minuten was American Pie vijftig jaar het langste nummer dat de eerste plaats in de Billboard Hot 100 had gehaald. In november 2021 verbrak Taylor Swift dit record met All Too Well, dat 10:13 minuten duurt.
In 2000 werd American Pie in een coverversie door Madonna, met een iets gewijzigde tekst, opnieuw een hit.

### Andere nummers
Een populair nummer is And I Love You So, dat in 1970 verscheen op zijn debuutalbum Tapestry. Het lied is door veel artiesten opgenomen in de jaren na het verschijnen van de originele versie. In 1973 was het een hit voor de zanger Perry Como op zijn album met dezelfde titel.
Een ander bekend nummer is Vincent, een eerbetoon aan Vincent van Gogh, ook bekend onder de titel Starry Starry Night, waar het nummer mee begint, een verwijzing naar het schilderij van Van Gogh, De sterrennacht. McLean schreef de tekst van het nummer nadat hij een boek las over het leven van de schilder.
Met het nummer Crying, een cover van Roy Orbison, scoorde Don McLean wereldwijd een nummer 1-hit.

## Discografie

### Albums
| Jaar | Album                                        |
| ---- | -------------------------------------------- |
| 1970 | Tapestry                                     |
| 1971 | American Pie                                 |
| 1972 | Don McLean                                   |
| 1973 | Playin' Favorites                            |
| 1974 | Homeless Brother                             |
| 1977 | Prime Time                                   |
| 1978 | Chain Lightning                              |
| 1981 | Believers                                    |
| 1987 | Love Tracks                                  |
| 1989 | For the Memories                             |
| 1989 | And I Love You So                            |
| 1991 | Headroom                                     |
| 1991 | Christmas                                    |
| 1995 | The River of Love                            |
| 1997 | Christmas Dreams                             |
| 2001 | Sings Marty Robbins                          |
| 2003 | You've Got to Share Songs for Children       |
| 2003 | The Western Album                            |
| 2005 | Rearview Mirror: An American Musical Journey |
| 2009 | Addicted to Black                            |
| 2018 | Botanical Gardens                            |
| 2020 | Still Playin' Favorites                      |

| Jaar | Album                | Locatie                                              |
| ---- | -------------------- | ---------------------------------------------------- |
| 1973 | Live                 | live in Manchester, Bristol, London, Oxford, England |
| 1982 | Dominion             | live performance Dominion Theatre, London, 1980      |
| 2001 | Starry, Starry Night | recorded Austin, Texas, The Paramount Theatre, 1999  |

### Singles
| Single met eventuele hitnotering(en) in de Nederlandse Top 40 | Datum van verschijnen | Datum van binnenkomst | Hoogste positie | Aantal weken | Opmerkingen                 |
| ------------------------------------------------------------- | --------------------- | --------------------- | --------------- | ------------ | --------------------------- |
| American Pie                                                  | 1971                  | 05-02-1972            | 11              | 8            | Nr. 10 in de Single Top 100 |
| Vincent                                                       | 1971                  | 06-05-1972            | 17              | 12           | Nr. 16 in de Single Top 100 |
| Dreidel                                                       | 1973                  | 03-02-1973            | 16              | 5            | Nr. 18 in de Single Top 100 |
| La la love you                                                | 1975                  | 11-01-1975            | tip17           | -            |                             |
| Crying                                                        | 1980                  | 19-01-1980            | 1(5wk)          | 14           | Nr. 1 in de Single Top 100  |
| Castles in the air                                            | 1981                  | 12-12-1981            | tip16           | -            | Nr. 42 in de Single Top 100 |

| Single met hitnotering(en) in de Vlaamse Ultratop 50 | Datum van verschijnen | Datum van binnenkomst | Hoogste positie | Aantal weken | Opmerkingen                 |
| ---------------------------------------------------- | --------------------- | --------------------- | --------------- | ------------ | --------------------------- |
| American pie                                         | 1972                  | 18-03-1972            | 26              | 1            | Nr. 20 in de Radio 2 Top 30 |
| Vincent                                              | 1972                  | 12-08-1972            | 30              | 1            | Nr. 23 in de Radio 2 Top 30 |
| Crying                                               | 1980                  | 02-02-1980            | 1(2wk)          | 15           | Nr. 1 in de Radio 2 Top 30  |
| Castles in the air                                   | 1981                  | 02-01-1982            | 30              | 2            | Nr. 21 in de Radio 2 Top 30 |

### NPO Radio 2 Top 2000
| Nummers met noteringen in de NPO Radio 2 Top 2000 | '99 | '00  | '01  | '02  | '03  | '04  | '05  | '06  | '07  | '08  | '09 | '10 | '11 | '12 | '13 | '14 | '15 | '16 | '17 | '18 | '19 | '20 | '21 | '22 | '23 | '24 |
| ------------------------------------------------- | --- | ---- | ---- | ---- | ---- | ---- | ---- | ---- | ---- | ---- | --- | --- | --- | --- | --- | --- | --- | --- | --- | --- | --- | --- | --- | --- | --- | --- |
| American Pie                                      | 384 | 252  | 335  | 310  | 530  | 383  | 310  | 544  | 553  | 439  | 585 | 556 | 465 | 372 | 409 | 562 | 504 | 628 | 718 | 542 | 542 | 605 | 522 | 538 | 498 | 585 |
| Crying                                            | -   | 1205 | 1517 | 1841 | 1475 | 1755 | 1665 | 1809 | 1898 | 1707 | -   | -   | -   | -   | -   | -   | -   | -   | -   | -   | -   | -   | -   | -   | -   | -   |
| Vincent                                           | 219 | 202  | 225  | 273  | 241  | 162  | 304  | 266  | 285  | 240  | 395 | 297 | 350 | 502 | 512 | 435 | 538 | 611 | 585 | 414 | 202 | 237 | 261 | 294 | 308 | 301 |

1. ↑  Een '-' betekent dat het nummer niet was genoteerd en een vetgedrukt getal geeft de hoogste notering van een nummer aan.